# Ezechiel Rabinowicz
Ezechiel Rabinowicz (ur. 1864, zm. 10 listopada 1910 w Radomsku) – rabin, trzeci cadyk chasydzkiej dynastii Radomsk.
Był synem Abrahama Isachara Dow Rabinowicza i wnukiem Salomona Rabinowicza, założyciela dynastii. Po śmierci ojca w 1892 roku został cadykiem w Radomsku. Był autorem wydanej pośmiertnie w 1913 roku książki Kneset Jecheskel (hebr. Zwołanie Ezechiela).
Jest pochowany – wraz z rodziną – w ohelu na cmentarzu żydowskim w Radomsku. Jego następcą został syn Salomon Henoch Rabinowicz.